# Bailliage de Bonstetten
1538–1798
Entités suivantes :
- District de Mettmenstetten

Le bailliage de Bonstetten est un bailliage du canton de Zurich.

## Histoire
Le bailliage est créé en 1538 et est supprimé en 1798.